# Anaglyptus irenae
Anaglyptus irenae är en skalbaggsart som beskrevs av Holzschuh 1993. Anaglyptus irenae ingår i släktet Anaglyptus och familjen långhorningar. Inga underarter finns listade i Catalogue of Life.